# Бархфельд (Верра)
Бархфельд (нем. Barchfeld) — коммуна в Германии, в земле Тюрингия.
Бархфельд является частью муниципалитета Бархфельд-Иммельборн в округе Вартбург в Тюрингии и является резиденцией муниципального правительства.. Подчиняется управлению Бархфельд. Население составляет 3192 человека (на 31 декабря 2010 года). Занимает площадь 11,34 км². Официальный код — 16 0 63 004.